# Krossvíkingar
Krossvíkingar fue un clan familiar de Islandia cuyo origen se remonta a la Era vikinga y la figura histórica del colono Lýtingur Arnbjörnsson. Dominaron la región de Krossavík, Norður-Múlasýsla. Los Krossvíkingar aparecen citados en diversas fuentes literarias, entre las que destacan Landnámabók, saga de Vápnfirðinga, Brandkrossa þáttr y Þorsteins þáttr uxafóts. Según Landnámabók el origen del clan procede del primer explorador noruego que se asentó en la zona, Þórir hinn hávi (Thorir el Alto), un vikingo del reino de Voss.